# Hisashi Tsuchida
Hisashi Tsuchida (jap. 土田 尚史 Tsuchida Hisashi; ur. 1 lutego 1967) – japoński piłkarz.

## Kariera klubowa
Od 1989 do 2000 roku występował w klubie Urawa Reds.

## Kariera reprezentacyjna
W 1988 roku został powołany do kadry na Puchar Azji.